# 漢字檢索
拼音文字由字母組成，而字母有固定的排序，因此拼音文字的排序和檢索相當方便。但是漢字是語素文字，數量龐大，沒有固定的排序，因此在字典、辭典，或書籍中的索引，就必須另外開發方法，以便讀者找字找詞。

## 部首
部首是將漢字裡常見的共同偏旁，如金、木、水、火、土、人、鬼等，拿來作為分類漢字的基準，所有漢字都被歸類在某個部首中。部首是現代繁體漢字字典、辭典最主要的檢索方式。台灣、香港的學校也會教授學生關於部首及字典查詢的知識。
部首的概念始於東漢文字學家許慎於公元100年（永元12年）所著之《說文解字》，有540個。經過《字彙》、《康熙字典》沿用、修改後，成為現代的214個部首。
由於部首只能作大略分類，無法作到細部檢索，因此多會搭配筆劃檢索。通常的排序方式是先依部首的筆劃數排，部首相同的字再依去掉部首後的「剩餘筆劃」排序。如果部首筆劃相同或剩餘筆劃相同，再依形、義的形似性排列。
同筆劃的部首或同剩餘筆劃的字，沒有統一的排序標準，大多數的字典會沿用《康熙字典》的排序，但也有些字典會依照自己的理念加以調整。部分漢字歸屬的部首也是如此。

### 部首檢字法
利用漢字的部首來查字，多在知道字形而不知道讀音與釋義的時候使用。
步驟：
1. 找出所查字的偏旁部首，數清此部首的筆畫。
2. 在“部首檢字表”的“部首目錄”中找到這個部首，記住部首旁邊標明的頁碼。
3. 到“檢字表”找到頁碼並且找到要查的部首。
4. 除去部首，數清餘下部分的筆畫數，然後按照所查部首下列的筆畫順序找到需要查的字。

部首查字法的運用
部首的位置一般是：上、下、左、右、外；如果所查字沒有部首，可以嘗試查文字的中間部分，也可嘗試左上角。
若一個字同時具備多個部首，則可按如下規則查詢：
若上下都有部首，查上不查下；
若左右都有部首，查左不查右；
若內外都有部首，查外不查內。
如果所查字是獨體字，則有如下方法：
若這個獨體字是一個部首的整體，則可以將其當做部首來查，剩餘部分筆畫數為零；
若這個獨體字不是一個部首的整體，則需要查此字的起始筆畫。

## 筆劃法
這是根據漢字的筆畫屬性來排序和檢索的方法。包括：

### 筆劃數法
筆劃數檢索是根據漢字的總筆劃數排序。同筆劃的漢字沒有統一的排序標準，通常會再用部首、讀音、字形、字義等方式做次級排序。筆劃相同的漢字數量很多，檢索效率不高，目前多用於書籍後的術語索引；字典由於資料量太大，使用者較少使用筆劃檢索，但字典多會附上筆劃檢索表，作為替代的檢索方式。

### 筆劃數-筆順法
先按筆畫數從少到多排序，同筆畫數的字按筆順“橫竪撇點折(中國大陸)”或“點橫竪撇折(台灣)”順序排列。中國内地的國家標準 《GB13000.1字符集漢字字序（筆劃序）規範》    就是一個增强型的筆劃數-筆順法。新版的 新华字典  和 现代汉语词典  中的部首檢字表都采用了這一標準。

## 四角號碼
四角號碼檢字法由王雲五在1925年發明，用數字0到9表示一個漢字四角的十種筆形，依序取漢字的左上、右上、左下、右下角的筆劃，得一個四位數字，有時在最後增加一位補數，故最多為五碼。
四角號碼檢字法曾經在早期許多字典使用，但現今多被部首檢字取代，僅有少數大型字典附有此種檢字方式。

## 讀音
除筆劃以外，許多書籍使用讀音檢索（或二者皆有），字典多會附上讀音檢索表。日語、韓語等語言由於拼音特性較顯著，因此比較常用讀音檢索。讀音檢索可分成以下幾種：
- 注音符號：主要用於中華民國，但通常只作為次要的檢索方式。字典通常會附上，作為替代的檢索方式，而書籍則往往沒有。
- 漢語拼音：主要用於中國大陸，和筆劃都相當常用。
- 粵音：主要在香港使用。
- 五十音：主要在日本，用於日語漢字。以最常用音讀為首、訓讀為次。
- 韓語字母（諺文）：主要在韓國及北朝鮮使用。

## 電腦內碼
在電腦等數位環境中，必須先將文字轉換為線性的編碼才能處理。電腦中的文字通常會按照內碼排序，但在特殊情形下，也可指定使用筆劃、讀音排序。目前的漢字字集編碼方式不一，排序也大異其趣。常見的如下：
- Big5：依先筆劃後部首的方式排序，主要用於繁體字集。
- GB2312：「一級漢字」依漢語拼音排序，「二級漢字」（罕用字）依先部首後筆劃的方式排序。主要用於簡體字集。
- Unicode：依先部首後筆劃的方式排序，包括繁、簡、日、韓等多國漢字。

## 倉頡檢字法
倉頡輸入法由朱邦復發明，原名為「形意檢字法」，目的是為了解決一切漢字檢索的困難（包括字典、辭典、電腦內碼、電腦漢字排序等等）。目前這套方法除用作輸入法外，未被廣泛使用，只有朱邦復等人使用在他們自行開發的倉頡系統上。在香港倉頡輸入法很流行，但其檢字功能則否。

## 外部連結
- 近音檢字法 （页面存档备份，存于）
- 粵音檢字法 （页面存档备份，存于）

1. ↑  PRC, 國家語言文字工作委員會.  (PDF). 上海教育出版社. October 1, 1999  [2023-06-02]. （原始内容存档 (PDF)于2023-05-23） （中文）.
2. ↑  语言研究所, 中国社会科学院.  12nd. 北京: 商务印书馆. 2020. ISBN 978-7-100-17093-2 （中文）.
3. ↑  语言研究所, 中国社会科学院.  7th. 北京: 商务印书馆. 2016. ISBN 978-7-100-12450-8 （中文）.